# TLDC2
TLDC2 (англ. TBC/LysM-associated domain containing 2) – білок, який кодується однойменним геном, розташованим у людей на довгому плечі 20-ї хромосоми. Довжина поліпептидного ланцюга білка становить 215 амінокислот, а молекулярна маса — 23 912.
| 10         |  | 20         |  | 30         |  | 40         |  | 50         |
| ---------- |  | ---------- |  | ---------- |  | ---------- |  | ---------- |
| MRGLRWRYTR |  | LPSQVEDTLS |  | GEEGNEEEEE |  | EEAAPDPAAA |  | PEDPTVPQLT |
| EASQVLSASE |  | IRQLSFHFPP |  | RVTGHPWSLV |  | FCTSRDGFSL |  | QSLYRRMEGC |
| SGPVLLVLRD |  | QDGQIFGAFS |  | SSAIRLSKGF |  | YGTGETFLFS |  | FSPQLKVFKW |
| TGSNSFFVKG |  | DLDSLMMGSG |  | SGRFGLWLDG |  | DLFRGGSSPC |  | PTFNNEVLAR |
| QEQFCIQELE |  | AWLLS      |  |            |  |            |  |            |

A: Аланін

C: Цистеїн

D: Аспарагінова кислота

E: Глутамінова кислота

F: Фенілаланін

G: Гліцин

H: Гістидин

I: Ізолейцин

K: Лізин

L: Лейцин

M: Метіонін

N: Аспарагін

P: Пролін

Q: Глутамін

R: Аргінін

S: Серин

T: Треонін

V: Валін

W: Триптофан